# La fisica dell'amore
La fisica dell'amore è un programma televisivo italiano trasmesso su Rai 2 in seconda serata a partire dal 16 aprile 2024, condotto da Vincenzo Schettini e realizzato dalla Rai. Viene trasmesso dal Teatro delle Vittorie.

## Il programma
Vincenzo Schettini, professore di fisica, propone ai ragazzi come affrontare con coraggio le sfide di natura emotiva. Attraverso esperimenti di fisica, spiega la complessa realtà dei sentimenti e delle emozioni: l'amore, l'amicizia, la rabbia, la paura, la sofferenza, la sessualità.
Ogni puntata contempla più temi e coinvolge ospiti del mondo della musica, dello spettacolo, ma anche della cultura, dello sport e del giornalismo. I cantanti, molti dei quali già famosi tra il pubblico di giovani, si esibiscono in studio e le loro canzoni sono uno strumento per raccontare i sentimenti. In ogni puntata è presente il "momento del coraggio", testimonianza di un ragazzo che racconta e condivide momenti di difficoltà. Il racconto viene accompagnato dalle note della colonna sonora del film Interstellar.

## Edizioni
| Edizione | Periodo           | Periodo         | Puntate | Conduzione         | Studio                |
| Edizione | Inizio            | Fine            | Puntate | Conduzione         | Studio                |
| -------- | ----------------- | --------------- | ------- | ------------------ | --------------------- |
| 1ª       | 16 aprile 2024    | 1º maggio 2024  | 6       | Vincenzo Schettini | Teatro delle Vittorie |
| 2ª       | 10 settembre 2024 | 7 novembre 2024 | 9       | Vincenzo Schettini | Teatro delle Vittorie |

## Puntate e ascolti

### Prima edizione
| Puntata | Messa in onda  | Ospiti         | Ospiti            | Ospiti             | Ospiti             | Ospiti             | Ascolti        | Ascolti | Ascolti |
| Puntata | Messa in onda  | Ospiti         | Ospiti            | Ospiti             | Ospiti             | Ospiti             | Telespettatori | Share   | Fonte   |
| ------- | -------------- | -------------- | ----------------- | ------------------ | ------------------ | ------------------ | -------------- | ------- | ------- |
| 1       | 16 aprile 2024 | BigMama        | Claudio Cecchetto | Giuseppe Pirozzi   | Giuseppe Pirozzi   | Giuseppe Pirozzi   | 600 000        | 7,29%   | [ 3 ]   |
| 2       | 17 aprile 2024 | Santi Francesi | Umberto Guidoni   | Luigi Busà         | Luigi Busà         | Luigi Busà         | 326 000        | 4,91%   | [ 5 ]   |
| 3       | 23 aprile 2024 | LDA            | Andrea Delogu     | Barbascura X       | Raiz               | Raiz               | –              | –       | –       |
| 4       | 24 aprile 2024 | Olly           | Rocco Siffredi    | Flora Canto        | Gigi Marzullo      | Gigi Marzullo      | 510 000        | 5,75%   | [ 6 ]   |
| 5       | 30 aprile 2024 | Maninni        | Domenico Cuomo    | Peppe Iodice       | Roberta Capua      | Carolina Benvenga  | 534 000        | 8,00%   | [ 7 ]   |
| 6       | 1º maggio 2024 | La Sad         | Rita Pavone       | Nunzia De Girolamo | Nunzia De Girolamo | Nunzia De Girolamo | 479 000        | 5,23%   | [ 8 ]   |
| Media   | Media          | Media          | Media             | Media              | Media              | Media              | 490 000        | 6,23%   |         |

### Seconda edizione
| Puntata | Messa in onda     | Ospiti            | Ospiti                | Ospiti                 | Ospiti                | Ospiti                | Ascolti        | Ascolti | Ascolti |
| Puntata | Messa in onda     | Ospiti            | Ospiti                | Ospiti                 | Ospiti                | Ospiti                | Telespettatori | Share   | Fonte   |
| ------- | ----------------- | ----------------- | --------------------- | ---------------------- | --------------------- | --------------------- | -------------- | ------- | ------- |
| 1       | 10 settembre 2024 | Piero Chiambretti | Elettra Lamborghini   | Ema Stokholma          | Benedetta Rossi       | Tommaso Marini        | 278 000        | 3,70%   | [ 9 ]   |
| 2       | 17 settembre 2024 | Paolo Ruffini     | Piergiorgio Odifreddi | Ste                    | Himorta               | Himorta               | 279 000        | 4,38%   | [ 10 ]  |
| 3       | 24 settembre 2024 | Barbara Alberti   | Valeria Graci         | Giovanni Esposito      | Alex Wyse             | Alex Wyse             | 238 000        | 3,90%   | [ 11 ]  |
| 4       | 1º ottobre 2024   | Herbert Ballerina | Massimo Lopez         | Caterina Balivo        | Paolo Nespoli         | Il Tre                | 292 000        | 2,50%   | [ 12 ]  |
| 5       | 8 ottobre 2024    | Fiorella Mannoia  | Giulia Vecchio        | Antonio Parlati        | Le tigri da Soggiorno | Le tigri da Soggiorno | 234 000        | 3,31%   | [ 13 ]  |
| 6       | 15 ottobre 2024   | Mara Maionchi     | Patty Pravo           | Carlo Amleto           | Marco Carrara         | Adrian Fartade        | 260 000        | 3,97%   | [ 14 ]  |
| 7       | 22 ottobre 2024   | Filippo Magnini   | Oscar Farinetti       | Sveva Casati Modignani | Clara                 | Leonardo Fiaschi      | 183 000        | 3,21%   | [ 15 ]  |
| 8       | 29 ottobre 2024   | Sal Da Vinci      | Diana Del Bufalo      | Shablo                 | Francesco Procopio    | Andrea Moccia         | 78 000         | 1,61%   | [ 16 ]  |
| 9       | 7 novembre 2024   | Giorgio Parisi    | Alex Britti           | Carolina Crescentini   | Andrea Maggi          | Pietro Morello        | 179 000        | 2,09%   | [ 17 ]  |
| Media   | Media             | Media             | Media                 | Media                  | Media                 | Media                 | 225 000        | 3,19%   |         |

## Audience
| Edizione | Rete televisiva | Anno | Stagione       | Programmazione | Programmazione | Programmazione | Programmazione | Programmazione | Programmazione | Programmazione | Collocazione   | Media auditel  | Media auditel | Premiere       | Premiere | Finale         | Finale |
| Edizione | Rete televisiva | Anno | Stagione       | L              | M              | M              | G              | V              | S              | D              | Collocazione   | Telespettatori | Share         | Telespettatori | Share    | Telespettatori | Share  |
| -------- | --------------- | ---- | -------------- | -------------- | -------------- | -------------- | -------------- | -------------- | -------------- | -------------- | -------------- | -------------- | ------------- | -------------- | -------- | -------------- | ------ |
| 1ª       | Rai 2           | 2024 | primavera      |                |                |                |                |                |                |                | Seconda serata | 490 000        | 6,23%         | 600 000        | 7,29%    | 479 000        | 5,23%  |
| 2ª       | Rai 2           | 2024 | estate-autunno |                |                | 225 000        | 3,19%          | 278 000        | 3,70%          | 179 000        | Seconda serata | 2,09%          |               |                |          |                |        |